# Mont Akagi
El mont Akagi (赤城山, Akagi-yama) és un estratovolcà de la prefectura de Gunma, Japó, que s'eleva fins als 1.828 msnm.
És un volcà ample, baix i format principalment per andesita, que s'eleva per sobre de l'extrem nord de la plana de Kantō. Consta d'una caldera el·líptica de 3x4 km, així com d'una sèrie de doms de lava disposats al llarg d'una línia que discorre de NW a SE. El llac Ōno es troba a l'extrem NE de la caldera. Un estratovolcà anterior a l'actual formació geològica es va esfondrar parcialment, produint una allau de runa pel flanc sud de l'Akagi. Una sèrie de grans erupcions plinianes van acompanyar el creixement d'un segon estratovolcà durant el Plistocè. Posteriorment, el con central dr la caldera del Plistocè tardà va començar a prendre forma després de la darrera de les erupcions plinianes, fa uns 31.000 anys. Durant el segle IX es va registrar una activitat inusual en diverses ocasions, però les erupcions reportades el 1251 i el 1938 es consideren incertes.

## Aspectes culturals
El mont Akagi, juntament amb el mont Myogi i el mont Haruna, és una de les "Tres Muntanyes de Jomo" (上毛三山), i els freds vents del nord que baixen d'ell s'anomenen Akagi -oroshi (赤城おろし) o Karakkaze (空っ風). El volcà és venerat a la regió per ser font d'energies positives segons la tradició local. El culte a la muntanya es du a termen a l'altar Akagi, situat al costat del llac Ōno.
Per altra banda, el portaavions de classe Amagi Akagi fou batejat amb aquest nom en honor al mont Akagi, i se li va donar ús com a vaixell almirall de les forces de xoc comandades pel Vicealmirall Chuichi Nagumo, a l'atac a Pearl Harbor. Posteriorment el portaavions fou enfonsat durant la batalla de Midway.

## Atracció turística

### Accés
Els trams superiors de la carretera prefectural Ruta 4 s'aproximen al cim de l'Akagi. També es pot accedir en autobús al Centre de visitants Akagi, bé des de la parada de l'estació Maebashi, o bé des de la parada de Fujimi Onsen.

### Rutes d'escalada
Existeixen diverses rutes d'escalada en aquesta muntanya, d'entre les quals destaquen la ruta del mont Kurobi (el punt més alt de l'Akagi) i la ruta del mont Komagatake.

## Galeria d'imatges

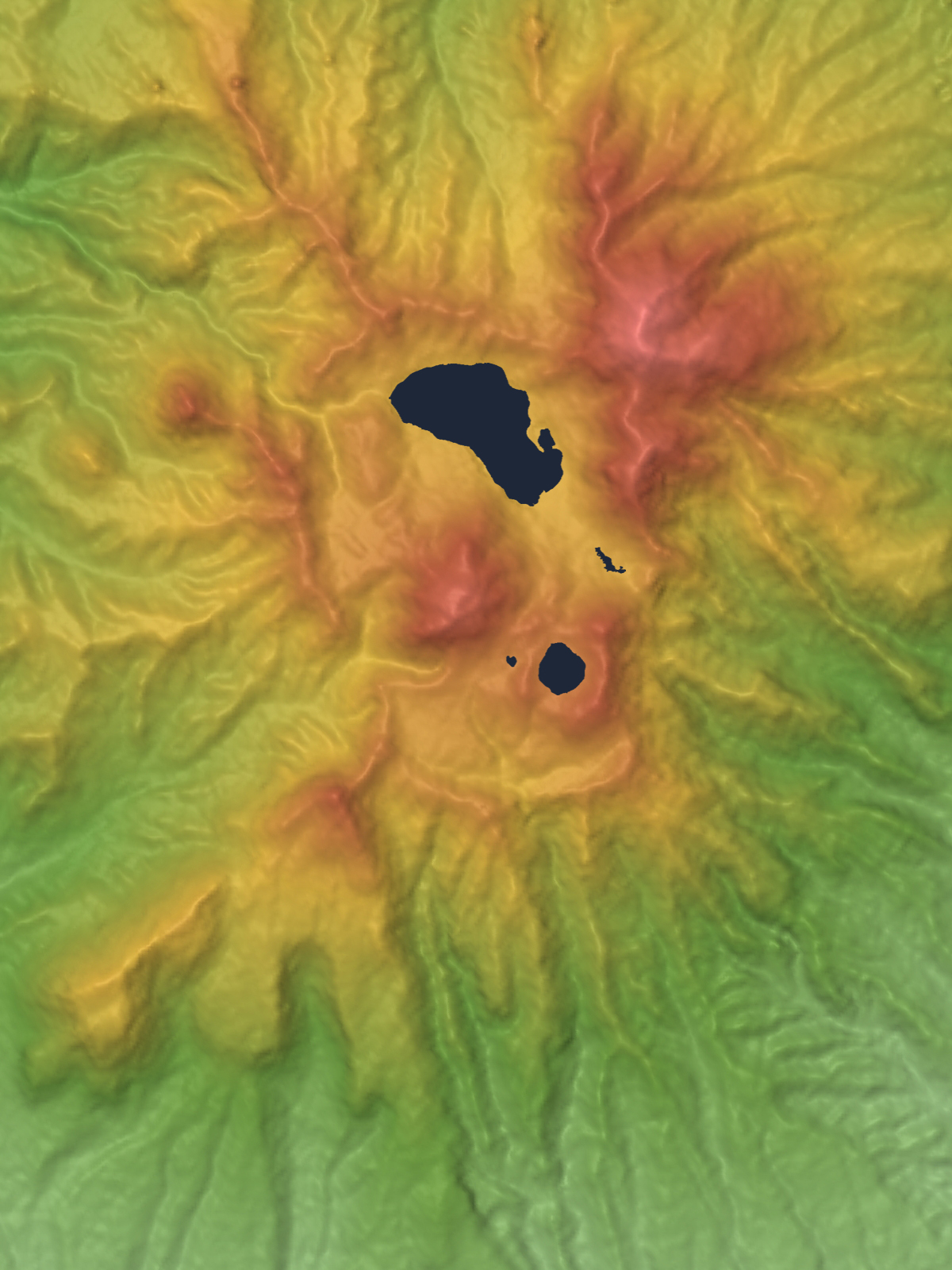
Cim de la muntanya.
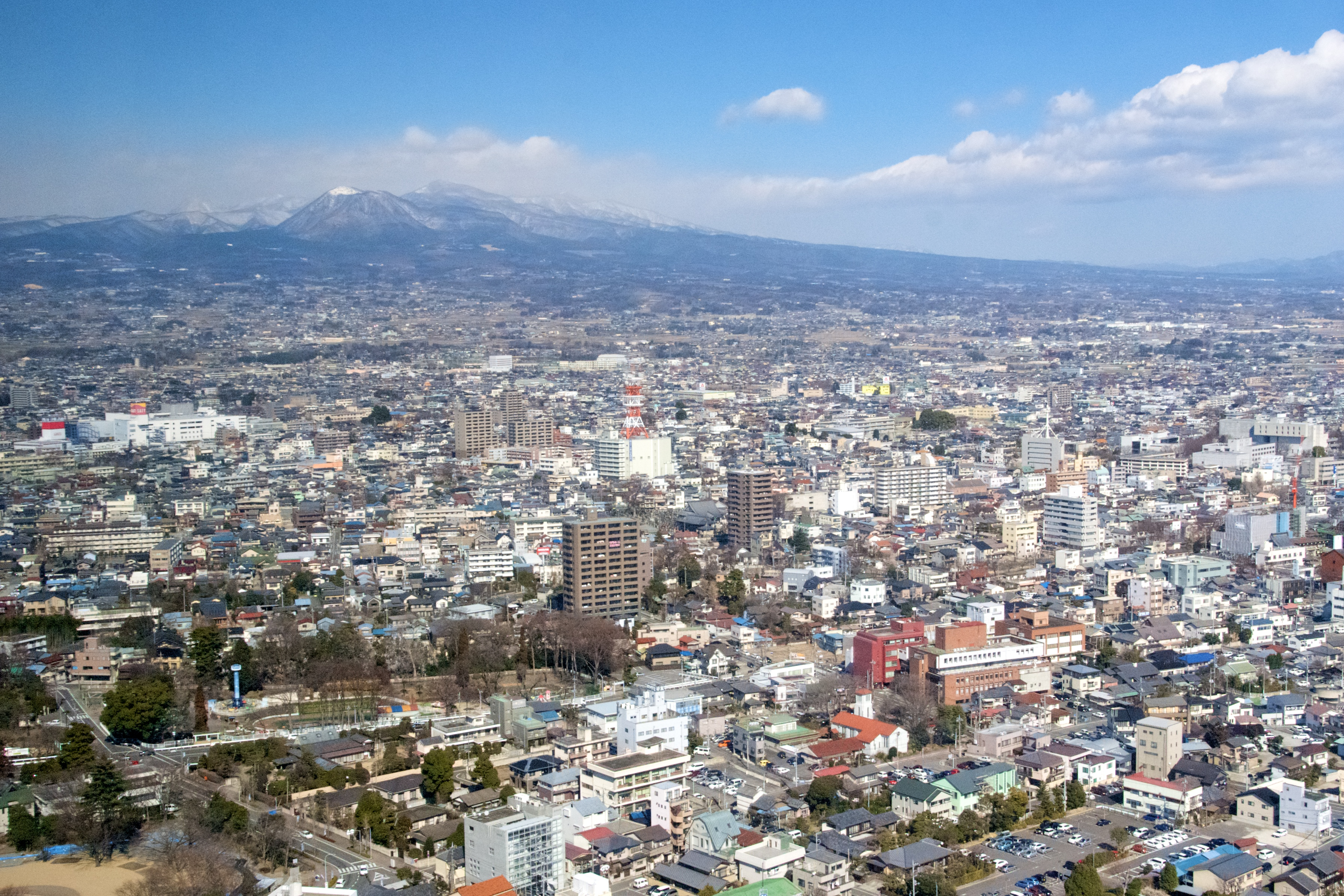
Vista des de la ciutat de Maebashi.
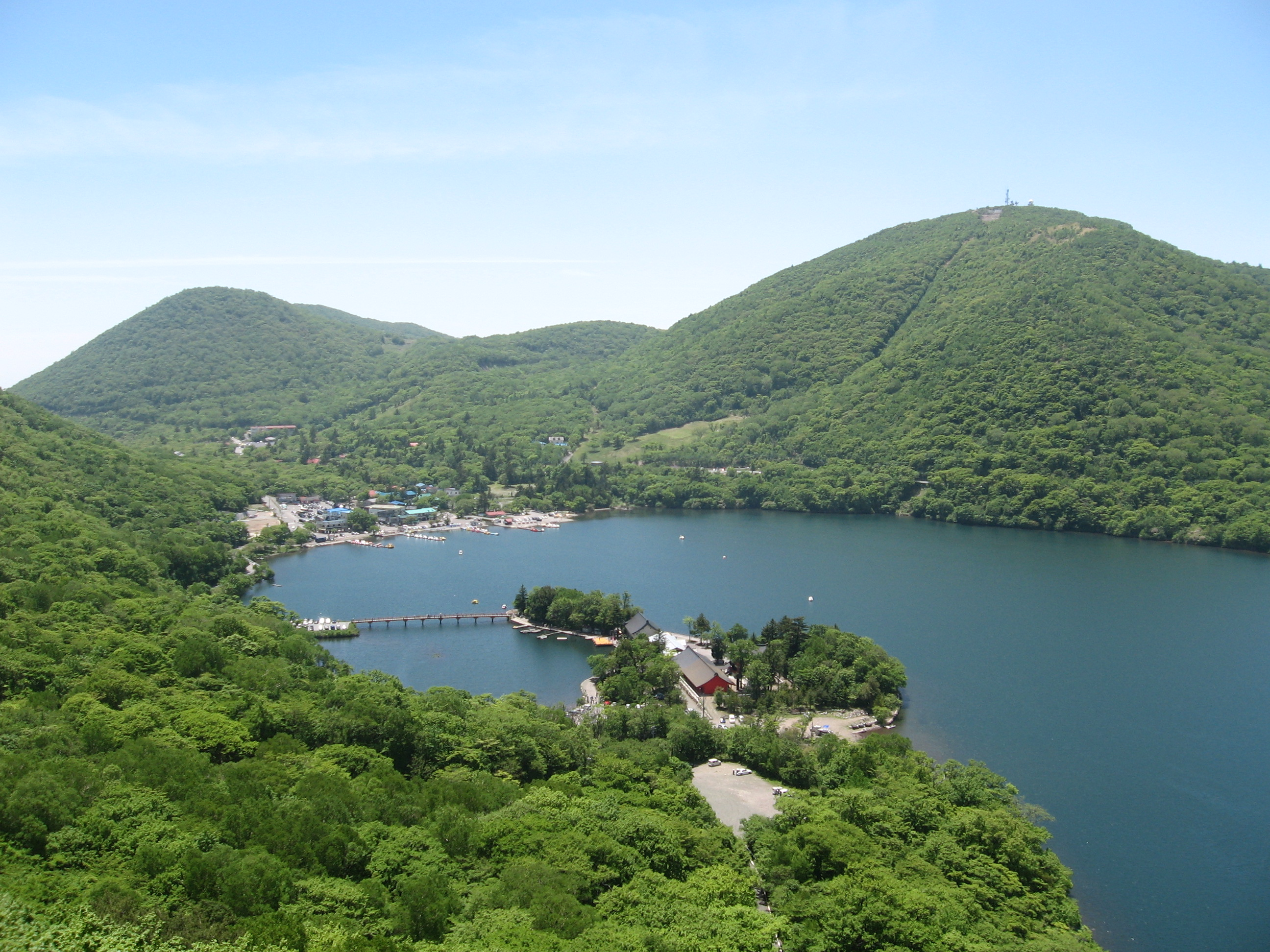
El llac Ōno i el mont Jizo durant l'estiu.
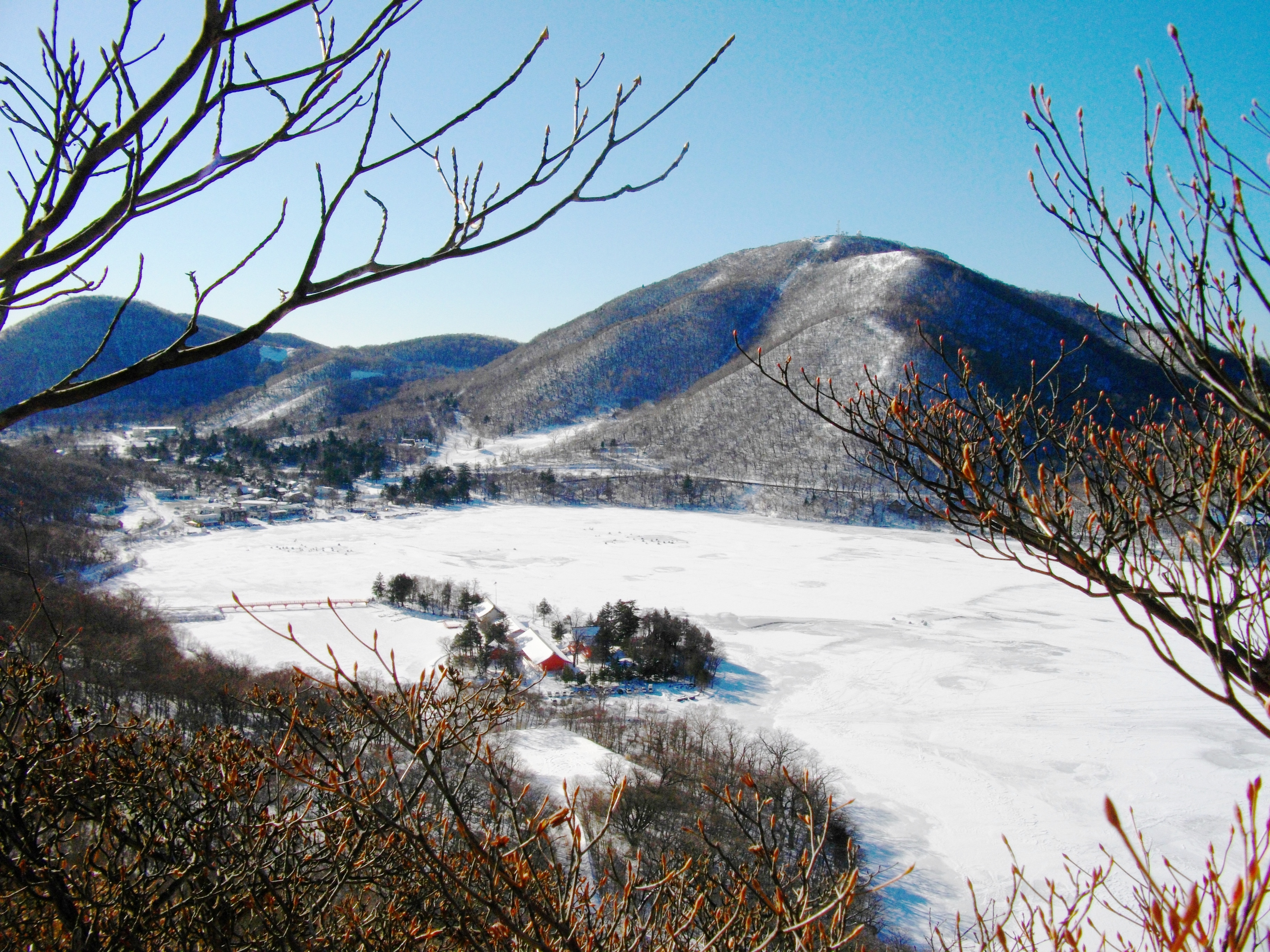
El lago Ōno i el mont Jizo durant l'hivern.
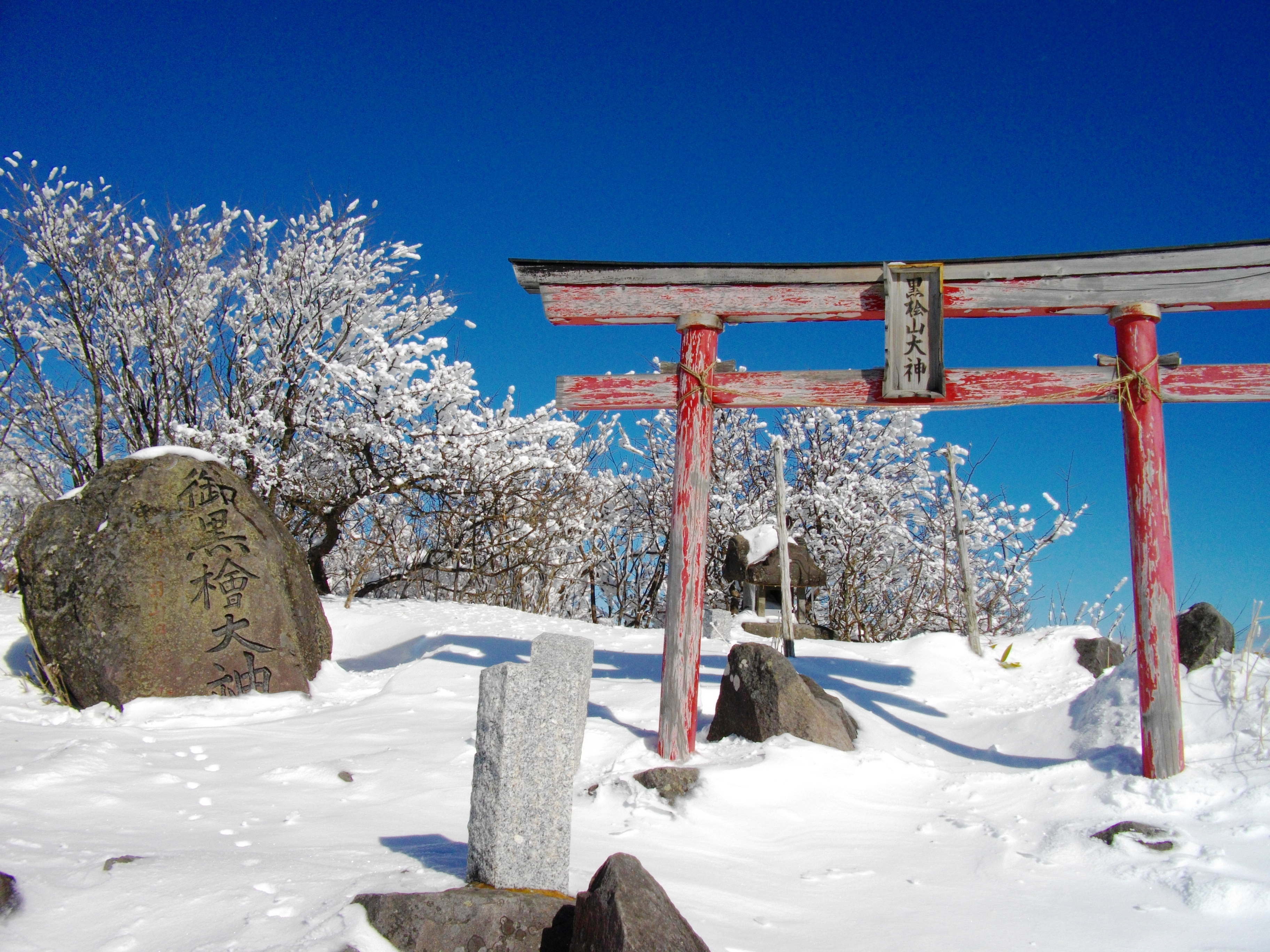
L'altar Kurobi Ōkami, prop del cim del mont Kurobi.
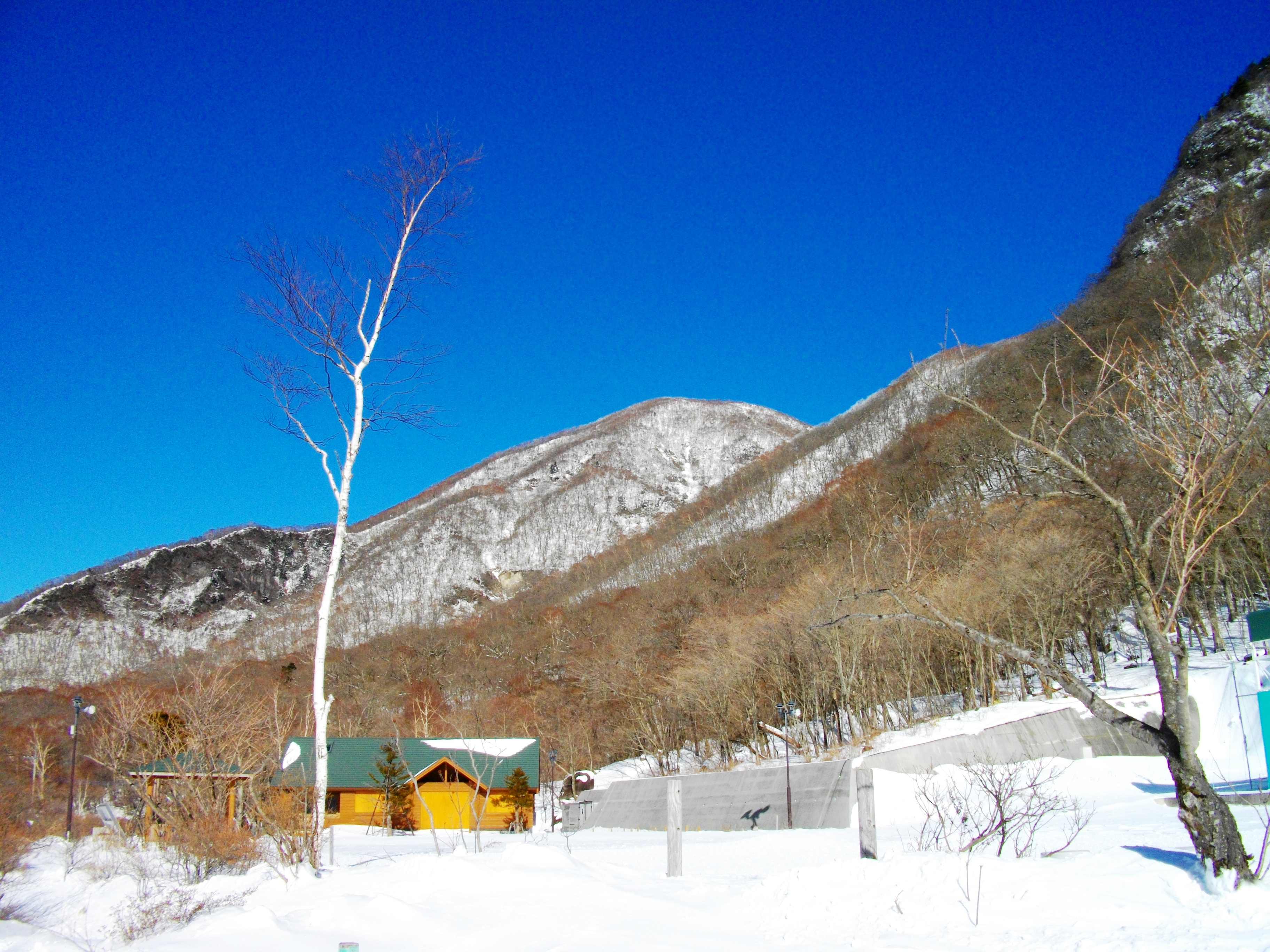
El mont Kurobi, vist des de la parada d'autobús d'Akagi Hiroba.
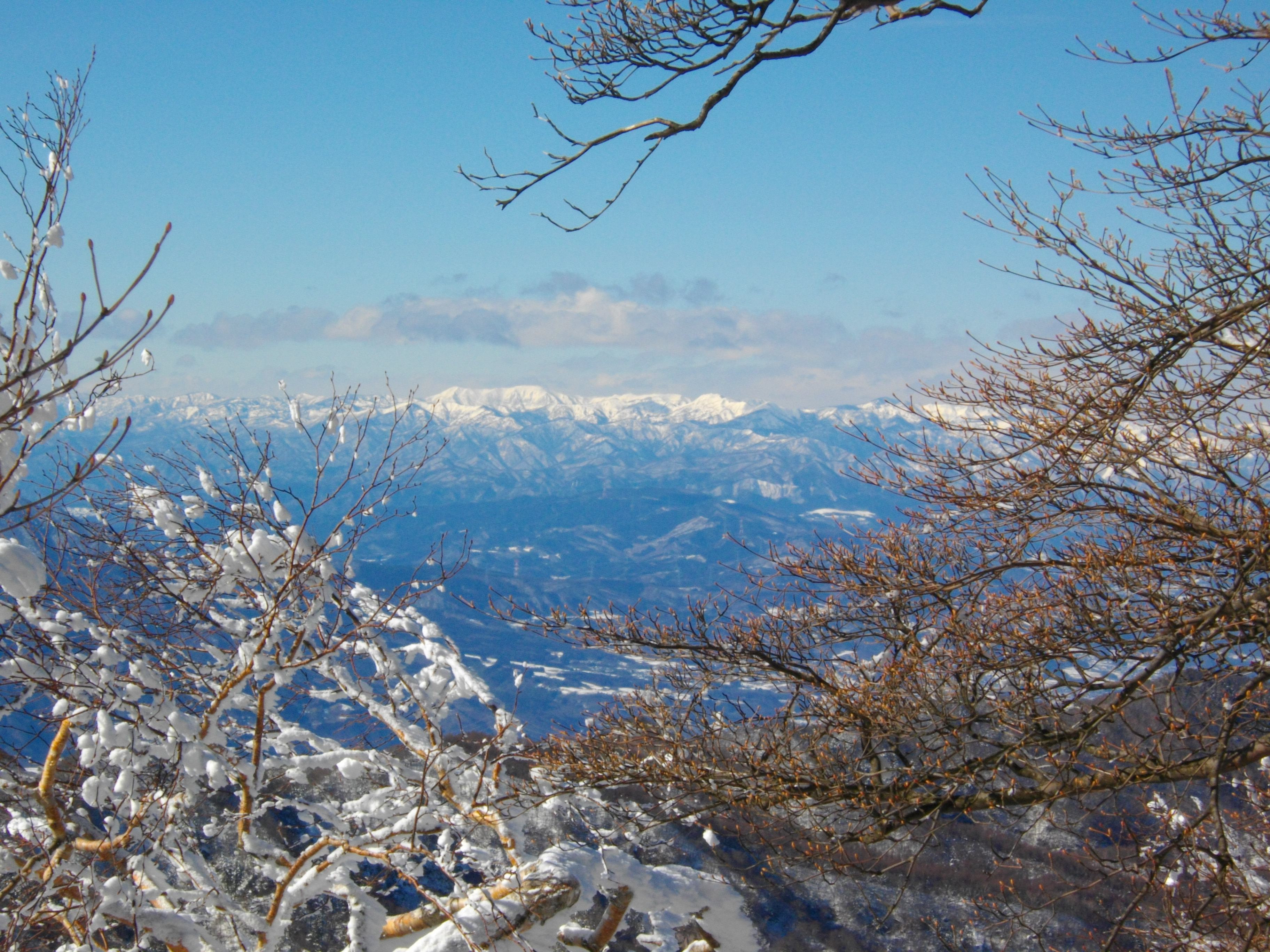
Vista de les muntanyes Mikuni des de la meitat del mont Kurobi.